# Codex Leningradensis

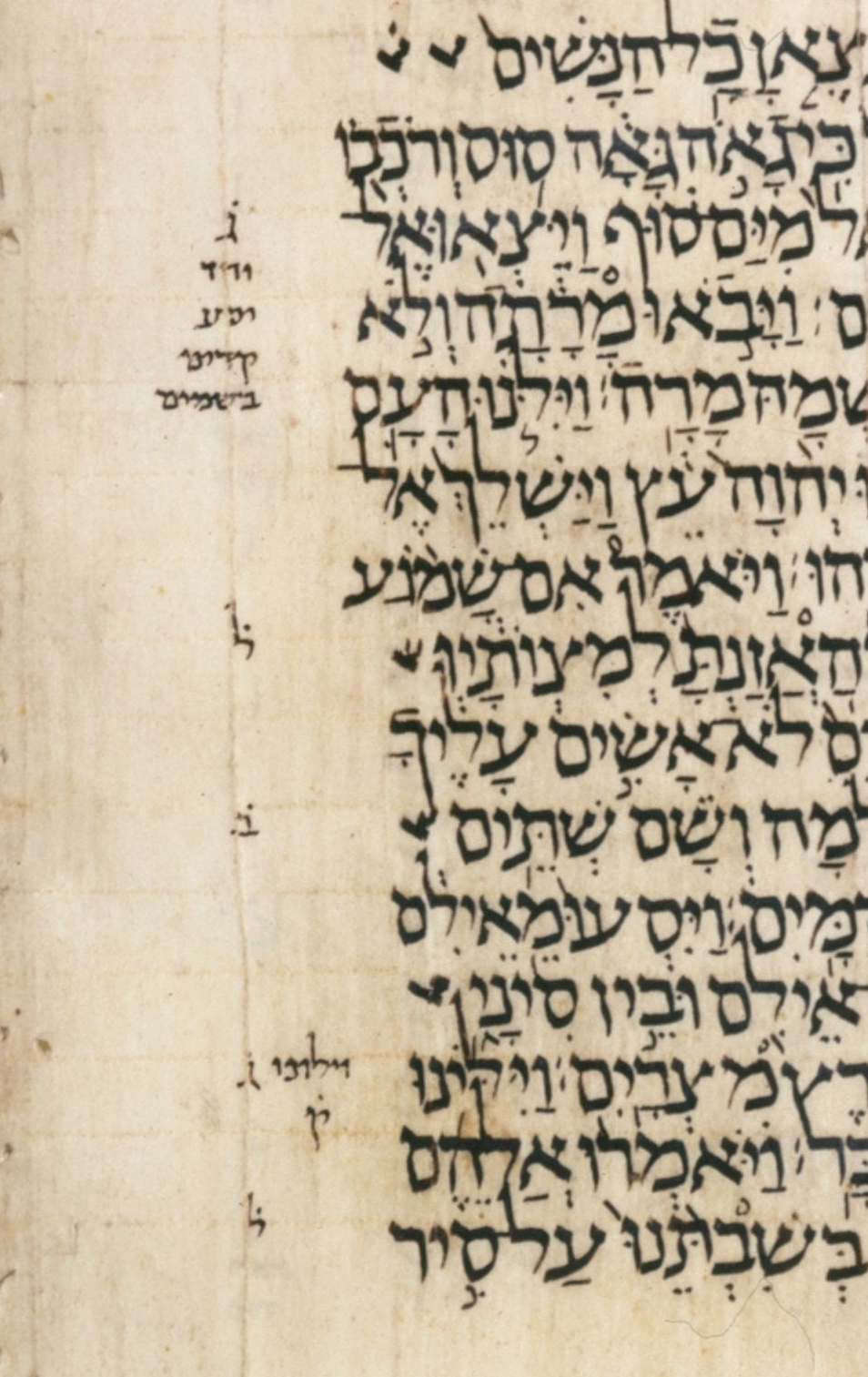
Fragment uit de codex

De Codex Leningradensis is het oudste nog bestaande complete handschrift van de Masoretische Tekst (MT) van de Tenach, daterend uit het jaar 1008. De Codex Aleppo, een ander bijbelhandschrift is vermoedelijk een paar decennia ouder, maar niet compleet. De Codex Leningradensis is de voornaamste bron van de tekstuitgave in de Biblia Hebraica Stuttgartensia, die door veel wetenschappers en theologen wordt gebruikt. Ook de opvolger van deze uitgave die momenteel wordt voorbereid, de Biblia Hebraica Quinta, neemt de Codex Leningradensis als uitgangspunt.

## Oorsprong
De codex werd in 1008 geschreven door joodse inwoners van Caïro. Het wordt geassocieerd met de manuscripten uit de school van Moses ben Asher. De codex is nog in heel goede staat en bevat ook zestien bladzijden met fraaie versieringen die typerend zijn voor de joodse middeleeuwse kunst.

## Naamgeving

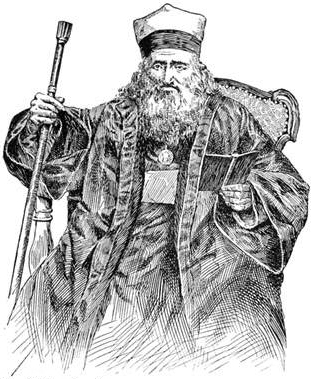
Abraham Firkovitsj

De codex Leningradensis wordt zo genoemd omdat de codex zich sinds 1863 in Sint-Petersburg bevindt. Deze stad heette ten tijde van de Sovjet-Unie "Leningrad" (1924–1991). De codex wordt bewaard in de Russische Nationale Bibliotheek onder de naam Firkovich B 19 A. Het is onbekend hoe de voormalige eigenaar, de Karaïmse leider en manuscriptenverzamelaar Abraham Firkovitsj, aan de codex is gekomen, daar deze hierover geen mededelingen doet. Volgens de Karaïeten was de oorspronkelijke schrijver een Karaïet, maar de Rabbijnen (en hun substromingen) betwisten dit.

## Verwerking
In 1935 werd het handschrift uitgeleend aan de Universiteit van Leipzig, waar de oudtestamenticus Paul Kahle het gebruikte voor de uitgave van de derde editie van de Biblia Hebraica. De tekst van Kahle vormde weer de basis voor de latere Biblia Hebraica Stuttgartensia.